# Tom Poes en het oog van Loensjek
Tom Poes en het oog van Loensjek is een ballonstripverhaal uit de Tom Poes-reeks. Het verscheen van november 1964 tot en met april 1965 voor het eerst als vervolgverhaal in het tijdschrift Revue. In 1987 werd het opnieuw in delen gepubliceerd in de Donald Duck.

## Verhaal
Als heer Bommel en Tom Poes in de Oude Schicht een ritje door de Zwarte Bergen maken, belanden ze bij een oude burcht. Hier woont een eenzame kluizenaar genaamd Bela Loensjek, die door iedereen wordt gemeden omdat hij met zijn boze oog ongewild overal ellende veroorzaakt. Bela Loensjek smeekt heer Bommel en Tom Poes om de burcht zo snel mogelijk weer te verlaten. Als heer Bommel op Bela Loensjek af stapt, zakt hij door de vermolmde vloer. Even later stort door toedoen van Tom Poes en heer Bommel het hele kasteel in elkaar.
Heer Bommel en Tom Poes besluiten zich uit schuldgevoel over Loensjek te ontfermen. Ze nemen hem mee naar Rommeldam, omdat ze nog steeds geloven dat het ongeluk door Bela's boze oog maar bijgeloof is. Bela Loensjek veroorzaakt echter ook overal in de stad ongelukken. Als er in een hotel iemand wordt bestolen, zegt Loensjek dat ook dit zijn schuld is, waarop de drie worden gearresteerd.
Heer Bommel en Tom Poes weten met Bela in de Oude Schicht aan de politie te ontsnappen. Even later rijden ze over de stuwdam, die als gevolg van de kwade werking van Loensjeks oog getroffen wordt door de bliksem en scheurt. Terwijl Tom Poes en heer Bommel de stad weer ingaan om iedereen te waarschuwen, besluit Bela om bij de dam te blijven. Hij waarschuwt op tijd de politie, waarop hij zelf als de grote redder van de stad wordt onthaald. Bela krijgt van burgemeester Dickerdack nu een aanstelling voor het leven als damwachter. Bela krijgt bovendien een speciale bril, waarmee de kwade werking van zijn oog volledig wordt omgedraaid en er juist alleen nog maar goede dingen gebeuren.
Heer Bommel en Tom Poes keren terug naar Bommelstein met als aandenken een speciaal Bela-poppetje, waarvan het ene oog echter wel moet worden afgeplakt.